# نهاية المناوبة (رواية)
نهاية المناوبة هي رواية جريمة للكاتب الأمريكي ستيفن كينغ، والجزء الثالث من ثلاثية تركز على المحقق بيل هودجز، تأتي هذه الرواية بعد الروايتين السيد مرسيدس وفايندرز كيبرز. أُعلن عن الكتاب أول مرة في حدث داخل كلية سانت فرانسيس في 21 أبريل 2015 تحت عنوان أمير الانتحار. في 10 يونيو، أُعلن عن العنوان الجديد نهاية المناوبة. في جوائز إدجار لعام 2015، عندما مُنح جائزة أفضل رواية عن السيد مرسيدس، أعلن كينغ أن خصم الرواية، برادي هارتسفيلد، سيعود في هذا الكتاب.

## الحبكة
يُشخص المحقق المتقاعد بيل هودجز -الذي يدير الآن مع مساعدته هولي وكالة التحري الخاصة فايندرز كيبرز- بسرطان البنكرياس. نظرًا إلى أنه لن يعيش سوى لبضعة أشهر، يجد نفسه غارقًا في موجة من حالات الانتحار التي حدثت مؤخرًا. جميع القتلى مرتبطون بخيط مشترك: لدى كل منهم صلة سابقة مع القاتل الجماعي برادي هارتسفيلد، السيد مارسيدس سيئ السمعة الذي خطط قبل ست سنوات لقتل جماعي متتابع عبر تفجير مسرح حفل روك مزدحم بالمراهقين. أحبط هودجز وهولي مساعي برادي وتركوا القاتل في حالة عجز تام لم يستعد وعيه منها أبدًا. ومع ذلك، لاحظ الكثير من العاملين في المستشفى -حيث يقيم برادي- أنه يتعافى بمعدل لا يُصدق، فاعتقدوا أنه يزيف إصاباته من أجل أن يتجنب مواجهة التهم المترتبة على جرائمه. في الوقت نفسه، يبدو أن كل هؤلاء الأشخاص الذين اقتربوا بشدة من إثبات هذا الشك قد انتحروا.
بعد إصابة رأسه، وجد برادي نفسه يكتسب قدرات جديدة، من ضمنها القدرة على تحريك أشياء صغيرة بذهنه، والقدرة على دخول أجساد أشخاص محددين معرضين لهيمنته العقلية. في الوقت الذي ما يزال فيه طريح الفراش في المشفى، سخّر برادي قدراته في إنهاء عمله الإجرامي من خلال إنشاء تطبيق لعبة فيديو منوم، إذ يزيد من حساسية المستخدم. بمجرد أن يصبح المستخدمون تحت سيطرة برادي، يستخدم التطبيق من أجل السيطرة على عقولهم وإقناعهم بالانتحار. الأشخاص المستهدفون هم المراهقون نفسهم، الذين نجوا من الموت عندما فشلت خطة برادي في تدمير مسرح الحفل. ومع ذلك، هدف برادي النهائي هو أن يجذب هودجز إلى اللعبة وينتزع منه انتقامه. يسيطر برادي على جراح أعصاب فاسد وأمين مكتبة المشفى فيحركهما كالدمى، إضافة إلى دليل مزيف من أجل تضليل الشرطة بينما يقوم بخطوته الأخيرة في تدمير هودجز، وهو يجهل طوال هذه المدة أن هودجز يسابق الزمن إلى موته بنفسه.

## القبول
تلقى الكتاب بشكل عام مراجعات إيجابية. ذكر موقع المراجعة الإجمالي بوك ماركس أن 38% من النقاد أعطوا الكتاب تقييمًا «إطرائيًا»، بينما عبّر 54% من النقاد عن انطباعات «إيجابية»، استنادًا إلى عينة من 13 تقييمًا.

## الاقتباس التلفزيوني
في 10 أكتوبر 2017، أعلنت شبكة أوديينس أن المسلسل التلفزيوني -المعتمد على رواية بيل هودجز الأولى، السيد مارسيدس- سيُجدد إلى جزء ثان، بالاعتماد على الروايات الثلاث السيد مارسيدس الأصلية، وفايندرز كيبرز ونهاية المناوبة.